# Анета Саут
Анета Саут (енгл. Annetta South) град је у америчкој савезној држави Тексас. По попису становништва из 2010. у њему је живело 526 становника.

## Демографија
Према попису становништва из 2010. у граду је живело 526 становника, што је 29 (5,2%) становника мање него 2000. године.
| Група             | 2000.       | 2010.       |
| Белци             | 533 (96,0%) | 495 (94,1%) |
| Афроамериканци    | 0 (0,0%)    | 8 (1,5%)    |
| Азијати           | 1 (0,2%)    | 1 (0,2%)    |
| Хиспаноамериканци | 13 (2,3%)   | 16 (3,0%)   |
| Укупно            | 555         | 526         |